# Capitania de São José do Rio Negro

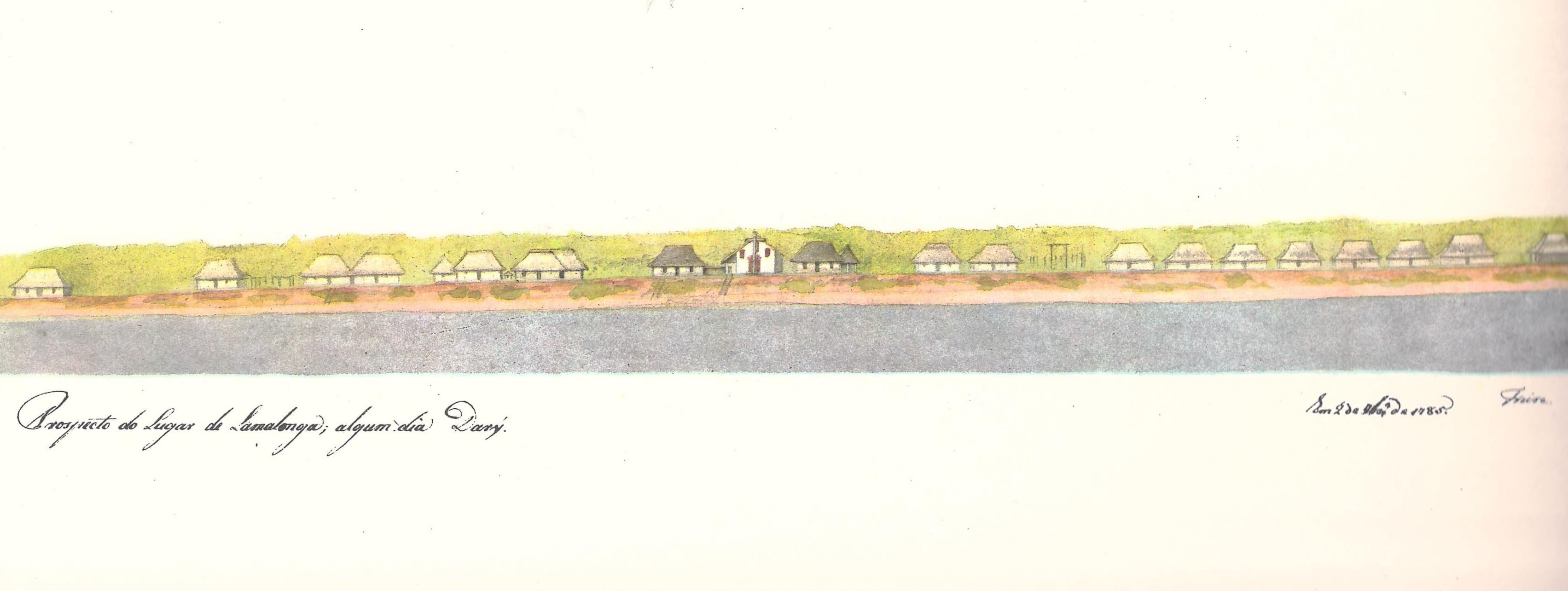
Povoação de Lamalonga (Dari), segundo Alexandre Rodrigues Ferreira.

A Capitania de São José do Rio Negro foi uma das Capitanias do Brasil durante o período colonial (1500–1815), criada em 3 de março de 1755 por desmembramento da Capitania do Grão-Pará, sob influência política de Francisco Xavier de Mendonça Furtado. Inicialmente subordinada ao Estado do Grão-Pará e Maranhão, abrangeu territórios correspondentes aos atuais estados do Amazonas e Roraima.
A sede inicial da capitania foi a vila de Mariuá, atual Barcelos. Posteriormente, a sede foi transferida em 1791 para o Lugar da Barra do Rio Negro (atual Manaus), retornando a Barcelos em 1798. Finalmente, em 29 de março de 1808, a sede foi transferida definitivamente para o Lugar da Barra, consolidando a localização que seria mantida com a criação da Província do Amazonas em 1850.

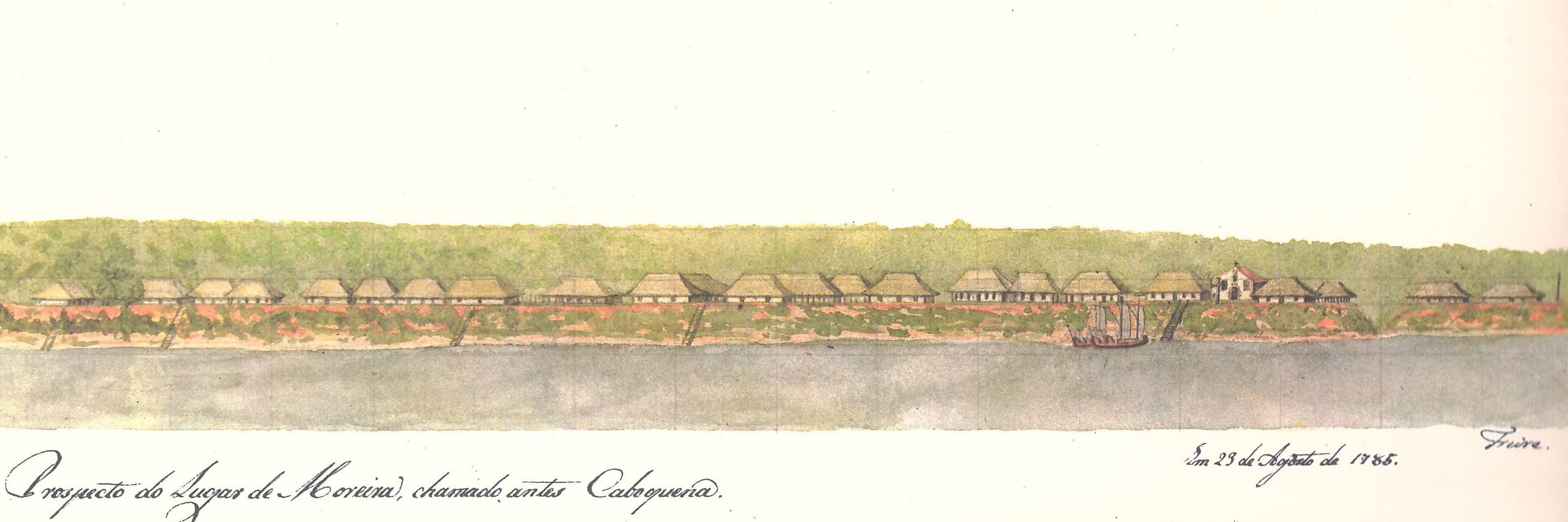
Povoação de Moreira (Caboquena), segundo Alexandre Rodrigues Ferreira.

## Criação e primeiros anos
A criação da Capitania de São José do Rio Negro foi motivada pela vasta extensão do Grão-Pará e as dificuldades administrativas enfrentadas na região amazônica. Mendonça Furtado defendeu a formação de uma nova unidade administrativa no sertão, próxima às fronteiras com as colônias espanholas, para proteger a soberania portuguesa e promover a civilização dos indígenas.
Em 6 de maio de 1758, a aldeia de Mariuá foi elevada à categoria de vila com o nome de Barcelos, em homenagem à Casa de Bragança. O coronel Joaquim de Mello e Póvoas foi nomeado o primeiro governador, assumindo em 7 de maio do mesmo ano.

## Problemas administrativos e mudanças de sede
A capitania enfrentou desafios como a baixa densidade populacional e a resistência indígena. Governadores como Melo e Póvoas adotaram políticas para incentivar o povoamento, promovendo casamentos entre portugueses e indígenas e lusitanizando os nomes das aldeias.
Em 1791, a sede foi transferida para o Lugar da Barra do Rio Negro devido à posição estratégica, retornando a Barcelos em 1798. Durante o governo do Capitão de Mar-e-Guerra José Joaquim Vitório da Costa, a sede foi transferida novamente para o Lugar da Barra em 1808, onde permaneceu definitivamente.

## Transformação em Província
Em 28 de fevereiro de 1821, as capitanias foram convertidas em províncias pelas Cortes Gerais e Extraordinárias da Nação Portuguesa. No contexto da Independência do Brasil (1822), a Capitania de São José do Rio Negro foi integrada à província do Grão-Pará como Comarca do Alto Amazonas (1824). A autonomia foi alcançada com a criação da Província do Amazonas em 5 de setembro de 1850, com Manaus como capital.

## Legado
A Capitania de São José do Rio Negro representou um marco na organização territorial e política da Amazônia colonial, estabelecendo as bases para o desenvolvimento econômico e social da região. Após a Proclamação da República Brasileira, a Província do Amazonas foi renomeada para Estado do Amazonas, consolidando a herança da antiga capitania.